# 28924 Jennanncsele
28924 Jennanncsele este un asteroid din centura principală de asteroizi.

## Descriere
28924 Jennanncsele este un asteroid din centura principală de asteroizi. A fost descoperit pe 31 august 2000 la Socorro, New Mexico, în cadrul proiectului LINEAR. Asteroidul prezintă o orbită caracterizată de o semiaxă mare de 2,53 ua, o excentricitate de 0,13 și o înclinație de 1,1° în raport cu ecliptica.